# یواس‌اس الکد (ای‌کی-۱۱۴)
یواس‌اس الکد (ای‌کی-۱۱۴) (به انگلیسی: USS Alkaid (AK-114)) یک کشتی بود که طول آن ۴۴۱ فوت ۶ اینچ (۱۳۴٫۵۷ متر) بود. این کشتی در سال ۱۹۴۳ ساخته شد.